# 老西门

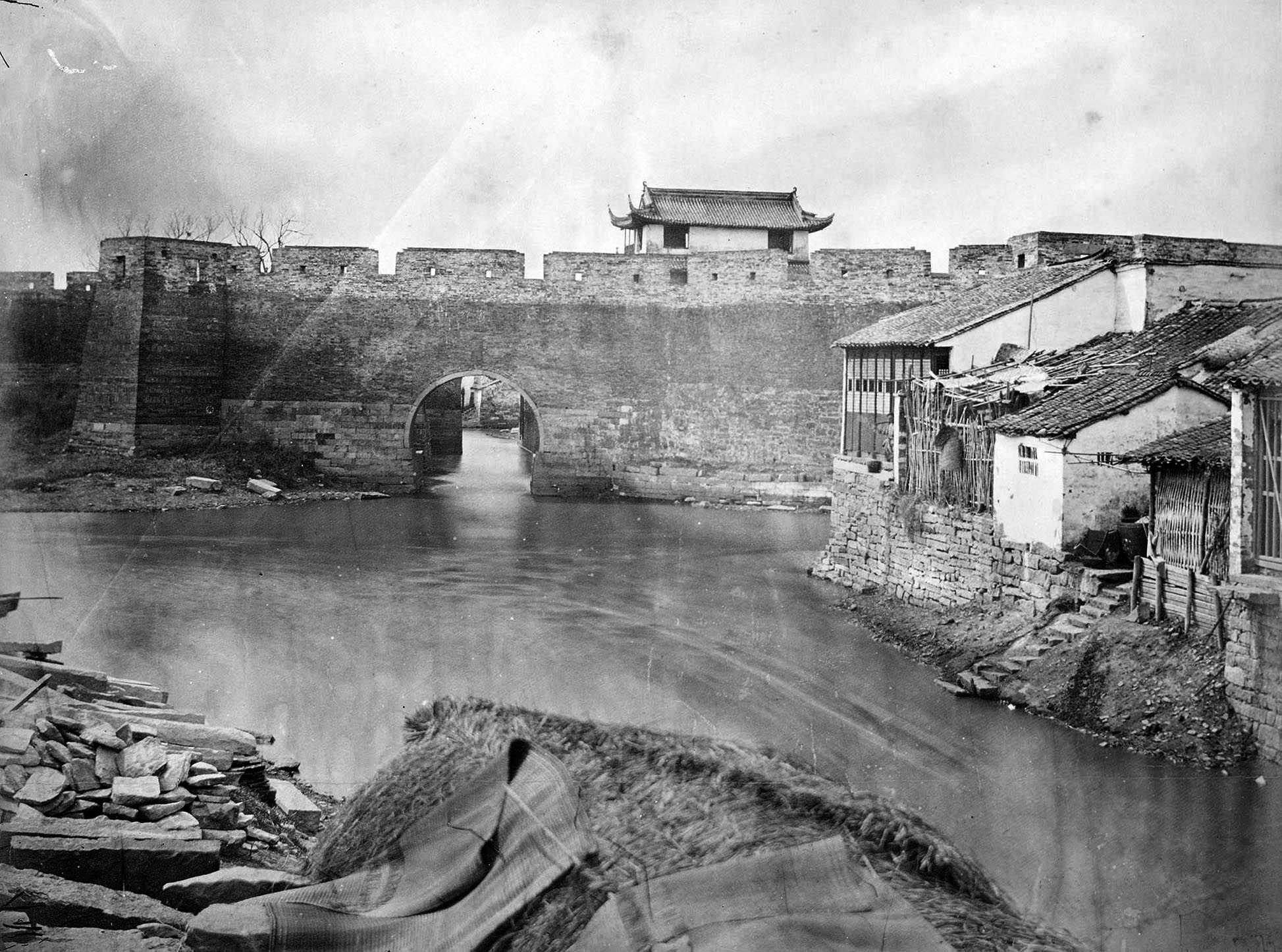
老西门邊上的水門，十九世紀後期拍攝

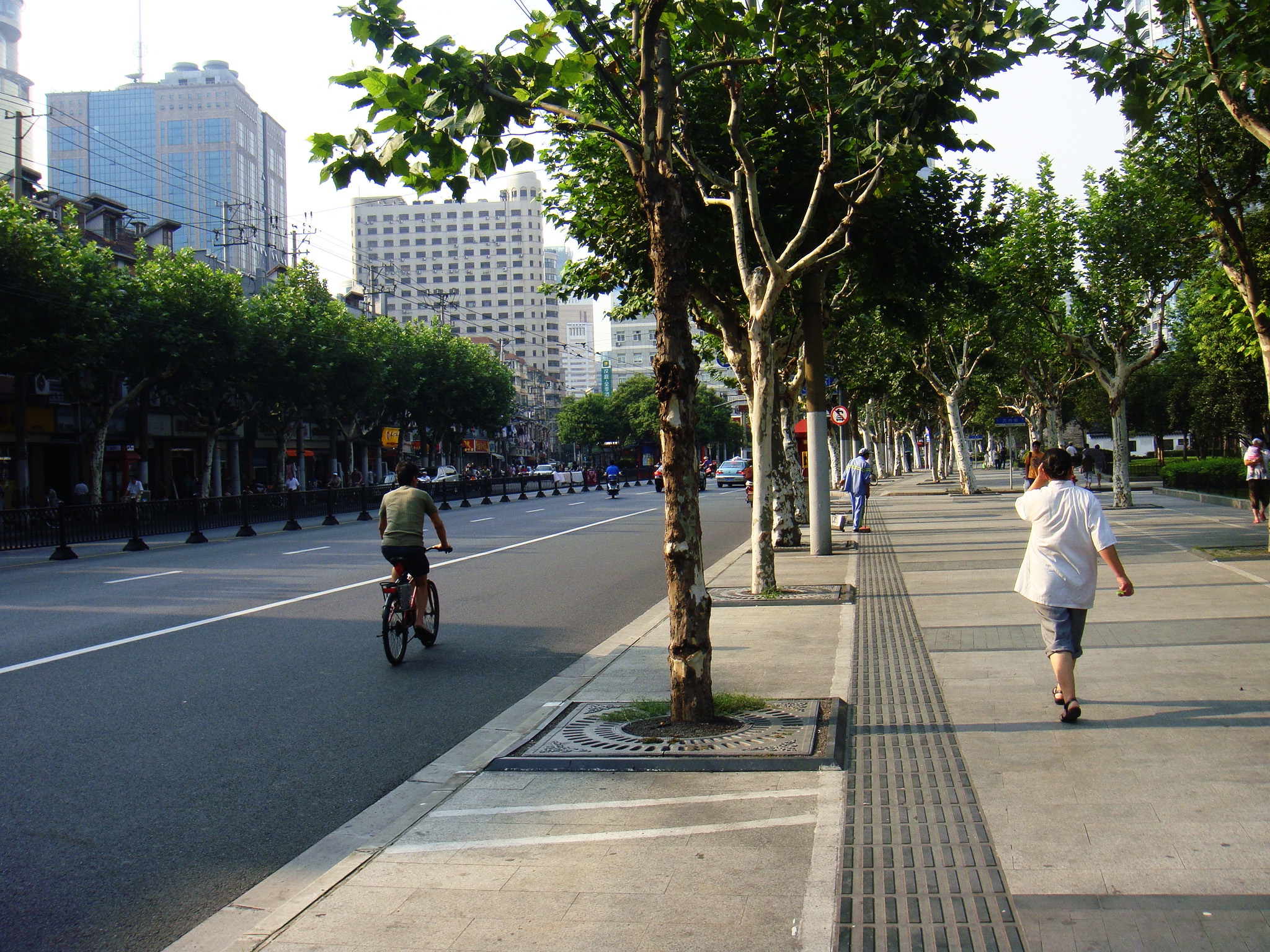
2011年老西门一带的人民路路段

老西门，上海地名。位于上海市黄浦区南部复兴东路、中华路交汇处一带，老城厢西侧。

## 历史
此处原是上海县城的一个城门，正式名称为仪凤门，修建于1553年（明朝嘉靖年间），面向正西方，旁设水门，肇嘉浜从此流过城内，出大东门入黄浦江。1913年随城墙拆除，辟为马路（中华路）。在此前后，从上海北站途经浙江路、方斜路前往上海南火车站的电车线路、环城电车线路、以及西侧上海法租界内东西干道辣斐德路的开辟，老西门地区形成上海南市老城厢与租界之间的一个交通便利、商业繁盛的地段。

## 交通
- 上海轨道交通
  - 8号线、10号线︰老西门站